# Hrvatska banka za obnovu i razvitak
Hrvatska banka za obnovu i razvitak (HBOR) hrvatska je nacionalna razvojna banka. Zadužena je za poticanje razvoja hrvatskog gospodarstva odobravanjem kredita, osiguranjem izvoznih transakcija od političkih i komercijalnih rizika, izdavanjem jamstava i pružanjem poslovnih savjeta. 
HBOR je osnovan kao Hrvatska kreditna banka za obnovu 12. lipnja 1992. Zakonom o Hrvatskoj kreditnoj banci za obnovu (HKBO) (NN 33/92), a današnje je ime dobila u prosincu 1995. godine.
Uprava Banke sastoji se od tri člana, od kojih jedan obnaša funkciju predsjednika, a Nadzorni odbor sastoji se od ukupno deset članova: šest ministara, tri saborska zastupnika i predsjednika Hrvatske gospodarske komore.

## Predsjednici uprave
- Anton Kovačev (1993. – svibanj 2014.)[3]
- Vladimir Kristijan (30. svibnja 2014.[4] – ožujak 2015.)[5]
- Dušan Tomašević (ožujak 2015.[6] – 31. siječnja 2017.)[7]
- Tamara Perko (1. veljače 2017.[7] – listopad 2022.)[8]
- Hrvoje Čuvalo (od 24. listopada 2022.)[9]